# Jaap Kraaier
Jacob Kraaier –conocido como Jaap Kraaier– (Zaandam, 28 de noviembre de 1913-Egmond aan Zee, 7 de enero de 2004) fue un deportista neerlandés que compitió en piragüismo en la modalidad de aguas tranquilas.
Participó en los Juegos Olímpicos de Berlín 1936, obteniendo una medalla de bronce en la prueba de K1 1000 m.

## Palmarés internacional
| Juegos Olímpicos | Juegos Olímpicos   | Juegos Olímpicos  | Juegos Olímpicos |
| Año              | Lugar              | Medalla           | Evento           |
| ---------------- | ------------------ | ----------------- | ---------------- |
| 1936             | Berlín ( Alemania) | Medalla de bronce | K1 1000 m        |